# Cima The Pimple
La cima The Pimple (in inglese The Pimple Summit) è una cima della catena Royal Society nella terra della regina Victoria in Antartide. Localizzata ad una latitudine di 77° 59 ' S e ad una longitudine di 162° 40' E a metà strada tra monte Lister ed il crinale Camels raggiunge i 3 215 metri.
La cima è stata scoperta durante la spedizione Discovery (1901-04) sotto il comando di Robert Falcon Scott.